# Gwendoline Horemans
Gwendoline Horemans (16 september 1987) is een Belgisch voormalig volleybalster.

## Levensloop
Horemans begon haar volleybalcarrière bij Volak Vorselaar. In seizoen 2005-'06 sloot ze aan bij Asterix Kieldrecht. Met deze club won ze tweemaal de Beker van België (2005 en 2006) en even vaak de Supercup (2005 en 2006). Vervolgens maakte ze de overstap naar het Duitse USC Münster. Vanaf seizoen 2011-'12 was Horemans aan de slag bij VDK Gent. Met deze club werd ze in 2013 landskampioen en won ze in 2011 de Supercup. Ook behaalde ze met VDK Gent de derde plaats in de Challenge Cup in seizoen 2011-'12. Hierop aansluitend was ze twee seizoen actief bij Datovoc Tongeren om vanaf 2015 opnieuw aan te sluiten bij VDK Gent. In 2015 slaagde ze er met het Gentse collectief in voor de vierdemaal in haar spelerscarrière de Supercup te winnen.
Daarnaast was Horemans actief bij de Belgische nationale ploeg. Met de Belgische equipe nam ze onder meer deel aan het Europese kampioenschappen van 2007 en 2009.
Horemans behaalde een bachelor toegepaste psychologie aan de Katholieke Hogeschool Zuid-West-Vlaanderen te Kortrijk. Haar zus Arianne was eveneens actief in het volleybal.